# Ladislav Bilan mladší
Ladislav Bilan mladší (* 1994 Olomouc) je český hráč na bicí nástroje, nejmladší člen Moravské filharmonie Olomouc.

## Studium
Narodil se do rodiny evangelických hudebníků, matka hraje na klavír a harfu, otec na bicí. Matka je vedoucí učitelkou pobočky olomoucké Základní umělecké školy „Žerotín“ v Dolanech. Otec Ladislav Bilan starší je od roku 1988 tympánistou a vedoucím skupiny bicích nástrojů v Moravské filharmonii Olomouc, vyučuje hru na bicí nástroje na olomoucké konzervatoři a ZUŠ „Žerotín“. Rodina se posléze odstěhovala z Olomouce do Samotišek pod Svatým kopečkem.
Ačkoli syn začínal hrou na zobcovou flétnu, od otce se začal učit na bicí. Učil se u něj na Základní umělecké škole „Žerotín“ v Olomouci. Hlásil se úspěšně na konzervatoř do Brna, Olomouce i Ostravy a zvolil si ke studiu olomouckou Konzervatoř Evangelické akademie, kde studuje od roku 2010, rovněž u svého otce. V únoru 2014 úspěšně složil přijímací zkoušky na Hudební a taneční fakultu Akademie múzických umění v Praze.

## Účinkování a úspěchy
Ve svých 13 letech se zúčastnil konkurzu do olomoucké filharmonie a začal v ní hrát zprvu na triangl, později na další bicí nástroje. Od roku 2009 je oficiálně členem filharmonie. V říjnu 2012 byl ve svých 18 letech veden jako její nejmladší člen.
Za rok 2009 a znovu za rok 2011 získal ocenění Talent Olomouckého kraje, určené žákům a studentům, kteří dosáhli mimořádných úspěchů na soutěžích a přehlídkách.
V druhé polovině července 2011 se zúčastnil Mistrovství světa v interpretačním umění (WCOPA) v kalifornském Los Angeles. V soutěži postoupil napříč věkovými kategoriemi do semifinále a přivezl dvě zlaté medaile v kategoriích Instrument Open a Instrument Original Works, stříbrnou medaili v kategorii Instrument Classical a dvě plakety za nejlepší hudební výkon v kategoriích hra na bicí a vibrafon.
V listopadu 2013 uspěl v konkurzních přehrávkách „Zahraj si s Českou filharmonií“. Ze 120 uchazečů ve dvou věkových kategoriích se umístil celkově na 6. místě s hodnocením 22,82 bodů a byl tak vybrán k sólovému účinkování na marimbu při Open air koncertu České filharmonie. Koncert se konal 24. června 2014 na Hradčanském náměstí v Praze u příležitosti zakončení 118. sezóny orchestru pod vedením jeho šéfdirigenta Jiřího Bělohlávka. Ladislav Bilan na koncertu odehrál 3. a 4. větu z Koncertu pro marimbu a orchestr č. 1 brazilského skladatele Neye Rosaura.